# Are a Drag
Are a Drag is het tweede studioalbum van de Amerikaanse punk- coverband Me First and the Gimme Gimmes. Het album werd oorspronkelijk uitgegeven op 18 mei 1999 via het label Fat Wreck Chords en werd heruitgegeven op gekleurd vinyl in 2015.
Het album bevat covers van voornamelijk openingsnummer van televisieseries, films, musicals, en dergelijke. De titel verwijst naar het feit dat de meeste covers die op het album te horen zijn oorspronkelijk gezongen worden door vrouwelijke zangers.

## Nummers
1. "Over the Rainbow" (The Wizard of Oz) - 1:32
2. "Don't Cry for Me Argentina" (Evita) - 2:29
3. "Science Fiction/Double Feature" (The Rocky Horror Show) - 2:34
4. "Summertime" (Porgy and Bess) - 2:10
5. "My Favorite Things" (The Sound of Music) - 1:52
6. "Rainbow Connection" (The Muppet Movie) - 2:18
7. "Phantom of the Opera" (The Phantom of the Opera) - 1:45
8. "I Sing the Body Electric" (Fame) - 1:44
9. "It's Raining on Prom Night" (Grease) - 2:57
10. "Tomorrow" (Annie) - 1:31
11. "What I Did for Love" (A Chorus Line) - 1:46
12. "Cabaret" (Cabaret) - 3:24

## Muzikanten
Band
- Spike Slawson - zang
- Chris Shiflett - gitaar
- Joey Cape - slaggitaar
- Fat Mike - basgitaar
- Dave Raun - drums

Aanvullende muzikanten
- Karina Denike - achtergrondzang
- Sara K. Fisher - achtergrondzang